# Ordre du Sauveur
Pour les articles homonymes, voir Sauveur.

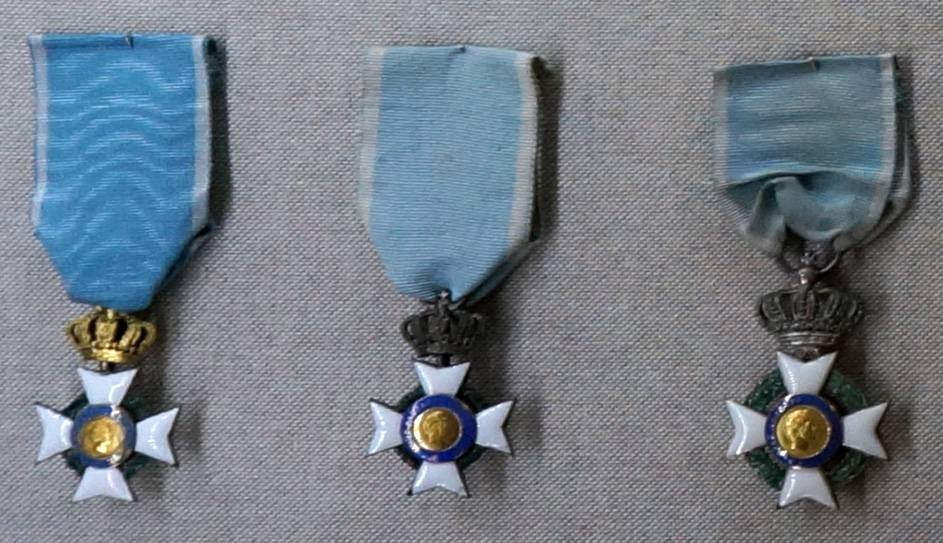
Croix de chevalier en or, en argent, Musée de la guerre de Thessalonique.

L’ordre du Rédempteur ou ordre du Sauveur (en grec moderne : Τάγμα του Σωτήρος) est un ordre honorifique grec créé en 1833. Il récompense les personnalités qui ont accompli des actes remarquables pour la Grèce ou se sont distinguées en dehors du pays.
La première personne à avoir été honorée de cet ordre fut le roi Louis Ier de Bavière, père d'Othon Ier, en 1833.
L’ordre est composé de cinq classes :
- Grand-croix (Μεγαλόσταυρος) accordée aussi aux chefs d'État étrangers,
- Grand-commandeur (Ανώτερος Ταξιάρχης),
- Commandeur (Ταξιάρχης),
- Croix d’or (Χρυσούς Σταυρός), aussi traduit en français par Officier[1],
- Croix d’argent (Αργυρούς Σταυρός), aussi traduit en français par Chevalier[1].

## Personnalités distinguées dans l'ordre
Liste non exhaustive :
- Grand-croix
  - Charles-Maurice de Talleyrand-Périgord (1754-1838), homme d'État et diplomate français.
  - Jean-de-Dieu Soult, duc de Dalmatie (1769-1851), maréchal de France et homme d'État.
  - Horace Sebastiani (1771-1851), maréchal de France et homme d'État.
  - Nicolas-Joseph Maison (1771-1840), maréchal de France et homme d'État.
  - Antoine Simon Durrieu (1775-1862), général français.
  - Charles Nicolas Fabvier (1782-1855), général français, philhellène.
  - Henri de Rigny (1782-1835), amiral français.
  - Gaud-Amable Hugon (1783-1862), amiral français.
  - François Guizot (1787-1874), historien et homme d'État français.
  - Paul de Smet de Naeyer (1843-1913), banquier, Premier ministre de Belgique.
  - Joseph-Paul Eydoux (1852-1918), général de corps d’armée français.
  - Baudouin (1930-1993), roi des Belges.
  - Emmanuel Macron (1977), président de la République française.
  - Philippe (1960), roi des Belges.

- Grand-commandeur
  - Virgile Schneider (1779-1847), général français.
  - Camille Alphonse Trézel (1780-1860), général et homme d'État français.
  - Charles Louis Joseph Olivier Guéhéneuc (1783-1849), général français.
  - Tiburce Sébastiani (1786-1871), général français.

- Commandeur
  - Philippe Higonet (1782-1859), général français.
  - Louis Antoine Macarel (1790-1851), juriste et conseiller d’État français, initiateur du droit administratif.
  - Albert Roper (1891-1969), aviateur français et initiateur du droit aérien international (décoré en 1926).

- Croix d'or / Officier
  - Eugène Cavaignac (1802-1857), militaire et homme d'État français.

- Croix d'argent / Chevalier
  - Joseph Abbati (1780-1850), militaire et philhellène français.
  - Jean de Witte (1808-1889), archéologue, épigraphiste, numismate, académicien belge.
  - Ernest Breton (1812-1875), archéologue, peintre et écrivain français.
  - Alfred Mézières (1826-1915), écrivain et homme politique français.
  - Catherine Lascaridou (1842-1916), enseignante et pédagogue grecque.
  - Frédéric Fromhold de Martens (1845-1909), diplomate, juriste et académicien russe.